# Laura River (Normanby River)
Der Laura River ist ein Fluss in der Region Far North Queensland auf der Kap-York-Halbinsel im Norden des australischen Bundesstaates Queensland.

## Geographie

### Flusslauf
Der Fluss entspringt an den Nordhängen des Mount Murray in den Atherton Tablelands, einem Teil der Great Dividing Range, rund 80 Kilometer südwestlich von Cooktown. Er fließt zunächst nach Nordwesten, entlang der Peninsula Developmental Road, bis zur Kleinstadt Laura. Dort wendet er seinen Lauf nach Norden in den Lakefield-Nationalpark. Etwa 20 Kilometer nördlich der Siedlung Old Laura mündet er in den Normanby River.

### Nebenflüsse mit Mündungshöhen
Der Laura River hat folgende Nebenflüsse:
- Bullhead Creek – 205 m
- Cattle Creek – 176 m
- Ragvale Creek – 148 m
- Ninda Creek – 132 m
- Ruth Creek – 124 m
- Quartz Creek – 123 m
- Earls Creek (Redbank Creek) – 115 m
- Coamey Creek – 111 m
- Hells Gate Creek – 103 m
- Kennedy Creek – 96 m
- Cattle Creek – 91 m
- Pine Tree Creek – 82 m
- Mosman River – 77 m
- Ginger Creek – 75 m
- Little Laura River – 73 m
- Deighton River – 65 m
- Blacksnake Creek – 64 m